# Dangerous (David Guetta)
Dangerous is een nummer van de Franse dj David Guetta en de Amerikaanse singer-songwriter Sam Martin. Het nummer kwam uit op 6 oktober 2014 en is uitgegeven door What a Music en Parlophone. "Dangerous" is geschreven door Guetta, Giorgio Tuinfort, Martin, Jason Evigan en Lindy Robbins. In Nederland is het voor beide artiesten hun grootste hit.
De muziekvideo werd uitgebracht op 31 oktober 2014. Ook is de Franse autocoreur Romain Grosjean te zien in de video.

## Tracklijst
| Nr. | Titel                      | Duur  |
| --- | -------------------------- | ----- |
| 1.  | Dangerous (met Sam Martin) | 03:23 |

| Nr. | Titel                                  | Duur  |
| --- | -------------------------------------- | ----- |
| 1.  | Dangerous (met Sam Martin)             | 03:24 |
| 2.  | Dangerous (David Guetta banging remix) | 06:07 |

| Nr. | Titel                                         | Duur  |
| --- | --------------------------------------------- | ----- |
| 1.  | Dangerous (Robin Schulz remix)                | 05:07 |
| 2.  | Dangerous (David Guetta banging remix)        | 06:08 |
| 3.  | Dangerous (Steve Aoki remix)                  | 04:38 |
| 4.  | Dangerous (Higher Self remix)                 | 04:30 |
| 5.  | Dangerous (Kevin Saunderson Deep Detroit Dub) | 06:19 |
| 6.  | Dangerous (Kevin Saudnerson Inner City remix) | 06:28 |

## Hitnoteringen

### Nederlandse Top 40
| Hitnotering: 25-10-2014 t/m 04-04-2015 | Hitnotering: 25-10-2014 t/m 04-04-2015 | Hitnotering: 25-10-2014 t/m 04-04-2015 | Hitnotering: 25-10-2014 t/m 04-04-2015 | Hitnotering: 25-10-2014 t/m 04-04-2015 | Hitnotering: 25-10-2014 t/m 04-04-2015 | Hitnotering: 25-10-2014 t/m 04-04-2015 | Hitnotering: 25-10-2014 t/m 04-04-2015 | Hitnotering: 25-10-2014 t/m 04-04-2015 | Hitnotering: 25-10-2014 t/m 04-04-2015 | Hitnotering: 25-10-2014 t/m 04-04-2015 | Hitnotering: 25-10-2014 t/m 04-04-2015 | Hitnotering: 25-10-2014 t/m 04-04-2015 |
| Week:                                  | 1                                      | 2                                      | 3                                      | 4                                      | 5                                      | 6                                      | 7                                      | 8                                      | 9                                      | 10                                     | 11                                     | 12                                     |
| -------------------------------------- | -------------------------------------- | -------------------------------------- | -------------------------------------- | -------------------------------------- | -------------------------------------- | -------------------------------------- | -------------------------------------- | -------------------------------------- | -------------------------------------- | -------------------------------------- | -------------------------------------- | -------------------------------------- |
| Positie:                               | 21                                     | 12                                     | 6                                      | 6                                      | 6                                      | 3                                      | 3                                      | 3                                      | 2                                      | 3                                      | 3                                      | 5                                      |
| Week:                                  | 13                                     | 14                                     | 15                                     | 16                                     | 17                                     | 18                                     | 19                                     | 20                                     | 21                                     | 22                                     | 23                                     |                                        |
| Positie:                               | 6                                      | 5                                      | 8                                      | 8                                      | 8                                      | 8                                      | 11                                     | 18                                     | 21                                     | 27                                     | 37                                     | uit                                    |

### NederlandseSingle Top 100
| Hitnotering: 18-10-2014 t/m 16-05-2015 | Hitnotering: 18-10-2014 t/m 16-05-2015 | Hitnotering: 18-10-2014 t/m 16-05-2015 | Hitnotering: 18-10-2014 t/m 16-05-2015 | Hitnotering: 18-10-2014 t/m 16-05-2015 | Hitnotering: 18-10-2014 t/m 16-05-2015 | Hitnotering: 18-10-2014 t/m 16-05-2015 | Hitnotering: 18-10-2014 t/m 16-05-2015 | Hitnotering: 18-10-2014 t/m 16-05-2015 | Hitnotering: 18-10-2014 t/m 16-05-2015 | Hitnotering: 18-10-2014 t/m 16-05-2015 | Hitnotering: 18-10-2014 t/m 16-05-2015 | Hitnotering: 18-10-2014 t/m 16-05-2015 | Hitnotering: 18-10-2014 t/m 16-05-2015 | Hitnotering: 18-10-2014 t/m 16-05-2015 | Hitnotering: 18-10-2014 t/m 16-05-2015 | Hitnotering: 18-10-2014 t/m 16-05-2015 |
| Week:                                  | 1                                      | 2                                      | 3                                      | 4                                      | 5                                      | 6                                      | 7                                      | 8                                      | 9                                      | 10                                     | 11                                     | 12                                     | 13                                     | 14                                     | 15                                     | 16                                     |
| -------------------------------------- | -------------------------------------- | -------------------------------------- | -------------------------------------- | -------------------------------------- | -------------------------------------- | -------------------------------------- | -------------------------------------- | -------------------------------------- | -------------------------------------- | -------------------------------------- | -------------------------------------- | -------------------------------------- | -------------------------------------- | -------------------------------------- | -------------------------------------- | -------------------------------------- |
| Positie:                               | 53                                     | 18                                     | 14                                     | 8                                      | 4                                      | 5                                      | 3                                      | 4                                      | 4                                      | 6                                      | 7                                      | 5                                      | 5                                      | 8                                      | 9                                      | 7                                      |
| Week:                                  | 17                                     | 18                                     | 19                                     | 20                                     | 21                                     | 22                                     | 23                                     | 24                                     | 25                                     | 26                                     | 27                                     | 28                                     | 29                                     | 30                                     | 31                                     |                                        |
| Positie:                               | 8                                      | 10                                     | 13                                     | 18                                     | 21                                     | 26                                     | 28                                     | 41                                     | 46                                     | 48                                     | 53                                     | 66                                     | 70                                     | 85                                     | 98                                     | uit                                    |

### 3FM Mega Top 50
| Hitnotering: 18-10-2014 t/m 04-04-2014 | Hitnotering: 18-10-2014 t/m 04-04-2014 | Hitnotering: 18-10-2014 t/m 04-04-2014 | Hitnotering: 18-10-2014 t/m 04-04-2014 | Hitnotering: 18-10-2014 t/m 04-04-2014 | Hitnotering: 18-10-2014 t/m 04-04-2014 | Hitnotering: 18-10-2014 t/m 04-04-2014 | Hitnotering: 18-10-2014 t/m 04-04-2014 | Hitnotering: 18-10-2014 t/m 04-04-2014 | Hitnotering: 18-10-2014 t/m 04-04-2014 | Hitnotering: 18-10-2014 t/m 04-04-2014 | Hitnotering: 18-10-2014 t/m 04-04-2014 | Hitnotering: 18-10-2014 t/m 04-04-2014 | Hitnotering: 18-10-2014 t/m 04-04-2014 |
| Week:                                  | 1                                      | 2                                      | 3                                      | 4                                      | 5                                      | 6                                      | 7                                      | 8                                      | 9                                      | 10                                     | 11                                     | 12                                     | 13                                     |
| -------------------------------------- | -------------------------------------- | -------------------------------------- | -------------------------------------- | -------------------------------------- | -------------------------------------- | -------------------------------------- | -------------------------------------- | -------------------------------------- | -------------------------------------- | -------------------------------------- | -------------------------------------- | -------------------------------------- | -------------------------------------- |
| Positie:                               | 33                                     | 10                                     | 9                                      | 6                                      | 6                                      | 5                                      | 4                                      | 3                                      | 4                                      | 3                                      | 3                                      | 5                                      | 6                                      |
| Week:                                  | 14                                     | 15                                     | 16                                     | 17                                     | 18                                     | 19                                     | 20                                     | 21                                     | 22                                     | 23                                     | 24                                     | 25                                     |                                        |
| Positie:                               | 6                                      | 5                                      | 6                                      | 10                                     | 12                                     | 12                                     | 12                                     | 21                                     | 37                                     | 44                                     | 49                                     | 49                                     | uit                                    |